# The X Factor: Celebrity
The X Factor: Celebrity ist eine britische Sonderausgabe des The X Factor-Franchises, speziell konzipiert für prominente Teilnehmer. Die erste Folge wurde am 9. Oktober 2019 ausgestrahlt. Simon Cowell fungierte als Juror neben Nicole Scherzinger und Louis Walsh, während Dermot O’Leary wieder als Moderator eingesetzt wurde.
Das Format wurde 2019 als Lückenfüller angekündigt, da das Original bis 2020 aussetzen sollte. Die prominenten Teilnehmer wurden Ende September 2019 bekannt gegeben. Am 30. November gewann Megan McKenna die Show mit 46,3 % der Zuschauerstimmen. Ihr folgten Max and Harvey sowie Jenny Ryan auf dem dritten Platz.

## Kandidaten
Cowell war Mentor der Gruppen, Walsh wurde den Kandidaten unter 31 Jahren zugeteilt, während Scherzinger die älteren Kandidaten betreute.
Legende:
_ – Gewinner
_ – Platz 2
_ – Platz 3
_ – Ausscheiden in den Liveshows
_ – Ausscheiden in den Auditions
| Kandidaten         | Alter   | Herkunft                                                  | Kategorie (Mentor)     | Bekannt für                                                                           | Resultat                       |
| ------------------ | ------- | --------------------------------------------------------- | ---------------------- | ------------------------------------------------------------------------------------- | ------------------------------ |
| Megan McKenna      | 27      | Barking, England                                          | Under 31s (Walsh)      | Fernsehpersönlichkeit                                                                 | Gewinnerin                     |
| Max and Harvey     | 16      | Sandhurst, England                                        | Groups (Cowell)        | YouTuber                                                                              | Platz 2                        |
| Jenny Ryan 1       | 37      | Bolton, England                                           | Over 31s (Scherzinger) | Quiz-Show Persönlichkeit                                                              | Platz 3                        |
| V5 2               | 18–21   | Kolumbien / Puerto Rico / Brasilien / Kuba/ Mexiko        | Groups (Cowell)        | Influencerinnen                                                                       | Platz 4                        |
| Try Star 3         | 21–34   | Birmingham / Harare, Simbabwe / Chester                   | Groups (Cowell)        | Rugby-Spieler                                                                         | Platz 5                        |
| Vinnie Jones 4     | 54      | Watford, England                                          | Over 31s (Scherzinger) | Schauspieler & früherer Premier League Fußballspieler                                 | Platz 6                        |
| Kevin McHale       | 31      | Plano, Texas, USA                                         | Under 31s (Walsh)      | Glee Schauspieler                                                                     | Platz 7                        |
| No Love Lost 5     | 21–24   | Essex / London / Staffordshire                            | Groups (Cowell)        | Love Island 2015 Teilnehmer                                                           | Platz 8                        |
| Martin Bashir      | 56      | Wandsworth, England                                       | Over 31s (Scherzinger) | Journalist & Nachrichtensprecher                                                      | Platz 9                        |
| Jonny Labey        | 26      | Grouville, Jersey                                         | Under 31s (Walsh)      | Früherer EastEnders Schauspieler                                                      | Platz 10                       |
| Victoria Ekanoye   | 36      | Bury, England                                             | Over 31s (Scherzinger) | Frühere Coronation Street Schauspielerin                                              | Platz 11                       |
| Olivia Olson       | 27      | Los Angeles, Kalifornien, USA                             | Under 31s (Walsh)      | Schauspielerin                                                                        | Platz 12                       |
| Ricki Lake         | 51      | Hastings-on-Hudson, USA                                   | Over 31s (Scherzinger) | Hairspray Schauspielerin & frühere Talkshow-Moderatorin                               | Platz 13                       |
| Hayley Hasselhoff  | 27      | Los Angeles, Kalifornien, USA                             | Under 31s (Walsh)      | Schauspielerin & Model                                                                | In den Auditions ausgeschieden |
| Cole and Edwards 6 | 43 & 48 | Christchurch, Neuseeland (Cole) London, England (Edwards) | Groups (Cowell)        | Früherer Strictly Come Dancing Profi (Cole) Früherer Hollyoaks Schauspieler (Edwards) | In den Auditions ausgeschieden |